# Costești (Vâlcea)
Pour les articles homonymes, voir Costești.
Costești est une ville roumaine du județ de Vâlcea à environ 35 km de Râmnicu Vâlcea. Sur le territoire de la ville se situe le monastère de Bistrița.